# Stryhin
Stryhin (biał. Стрыгінь, Stryhiń; ros. Стригинь, Strigiń; pol. hist. także Strychów, Stryhów) – agromiasteczko na Białorusi, w obwodzie brzeskim, w rejonie bereskim, w sielsowiecie Stryhin, nad Jasiołdą i przy drodze magistralnej M1.

## Historia
W XIX i w początkach XX w. położony był w Rosji, w guberni grodzieńskiej, w powiecie słonimskim, w gminie Piaski.
W dwudziestoleciu międzywojennym leżał w Polsce, w województwie poleskim, w powiecie kosowskim/iwacewickim, w gminie Piaski. W 1921 miejscowość liczyła 1016 mieszkańców, zamieszkałych w 183 budynkach, w tym 1010 Białorusinów i 6 Żydów. 1008 mieszkańców było wyznania prawosławnego, 6 mojżeszowego i 2 rzymskokatolickiego.
Po II wojnie światowej w granicach Związku Sowieckiego. Od 1991 w niepodległej Białorusi.